# Kenneth Dadzie
Kenneth K. S. Dadzie (* 10. September 1930; † 25. Oktober 1995 in London) war ein ghanaischer Diplomat und unter anderem zwischen 1986 und 1994 Generalsekretär der Konferenz der Vereinten Nationen für Handel und Entwicklung (UNCTAD).

## Leben
Dadzie trat 1952 in den Diplomatischen Dienst der damaligen britischen Kronkolonie Goldküste, die 1957 als Ghana unabhängig wurde. Im Laufe seiner langjährigen diplomatischen Tätigkeit übernahm er auch Aufgaben im Hauptsitz des UN-Sekretariats in New York City, aber auch in der Außenstelle in Genf. Zuletzt war er Ständiger Vertreter Ghanas bei den Vereinten Nationen in Genf sowie zeitgleich Botschafter in Österreich und in der Schweiz.
Zu einer Zeit als Multilateralität in Frage gestellt wurde und das politische Engagement hinsichtlich der Entwicklungszusammenarbeit ins Stocken geriet, wurde er am 1. Januar 1986 Generalsekretär der UNCTAD. In seiner bis zum 31. März 1994 dauernden Amtszeit war er maßgeblich am Zustandekommen der VII. UNCTAD-Konferenz von Juli bis August 1987 in Genf beteiligt, die zu einem neuen Konsens in der internationalen Entwicklungszusammenarbeit führte und die Nord-Süd-Trennung aufzubrechen suchte. Auch auf der VIII. UNCTAD-Konferenz im Februar 1992 in Cartagena in Kolumbien gelang ihm eine Wiederbelebung der Konferenz durch eine Neugestaltung der Entwicklungspartnerschaft.
Nach seinem Ausscheiden bei der UNCTAD wurde Dadzie Hochkommissar Ghanas im Vereinigten Königreich und starb eineinhalb Jahre später im Amt.